# Giải LVFCS cho phim hoạt hình hay nhất
Giải LVFCS cho phim hoạt hình hay nhất là một trong các giải của LVFCS dành cho phim hoạt hình được bầu chọn là hay nhất trong năm. Giải này được lập từ năm 1999.

## Các phim đoạt giải

### Thập niên 1990
| Năm  | Phim           | Đạo diễn  |
| ---- | -------------- | --------- |
| 1999 | The Iron Giant | Brad Bird |

### Thập niên 2000
| Năm  | Phim                                           | Đạo diễn                      |
| ---- | ---------------------------------------------- | ----------------------------- |
| 2000 | Không có thông tin                             |                               |
| 2001 | Shrek                                          | Andrew Adamson & Vicky Jenson |
| 2002 | Lilo & Stitch                                  | Dean DeBlois & Chris Sanders  |
| 2003 | Finding Nemo                                   | Andrew Stanton                |
| 2004 | The Incredibles                                | Brad Bird                     |
| 2005 | Wallace & Gromit: The Curse of the Were-Rabbit | Steve Box & Nick Park         |
| 2006 | Monster House                                  | Gil Kenan                     |
| 2007 | Ratatouille                                    | Brad Bird                     |
| 2008 | WALL-E                                         | Andrew Stanton                |

Bản mẫu:LVFCS Awards Chron